# Vouvray-sur-Huisne
Vouvray-sur-Huisne is een gemeente in het Franse departement Sarthe (regio Pays de la Loire) en telt 89 inwoners (1999). De plaats maakt deel uit van het arrondissement Mamers.

## Geografie
De oppervlakte van Vouvray-sur-Huisne bedraagt 3,3 km², de bevolkingsdichtheid is 27,0 inwoners per km².
De onderstaande kaart toont de ligging van Vouvray-sur-Huisne met de belangrijkste infrastructuur en aangrenzende gemeenten.

## Demografie
Onderstaande figuur toont het verloop van het inwonertal (bron: INSEE-tellingen).

## Foto's

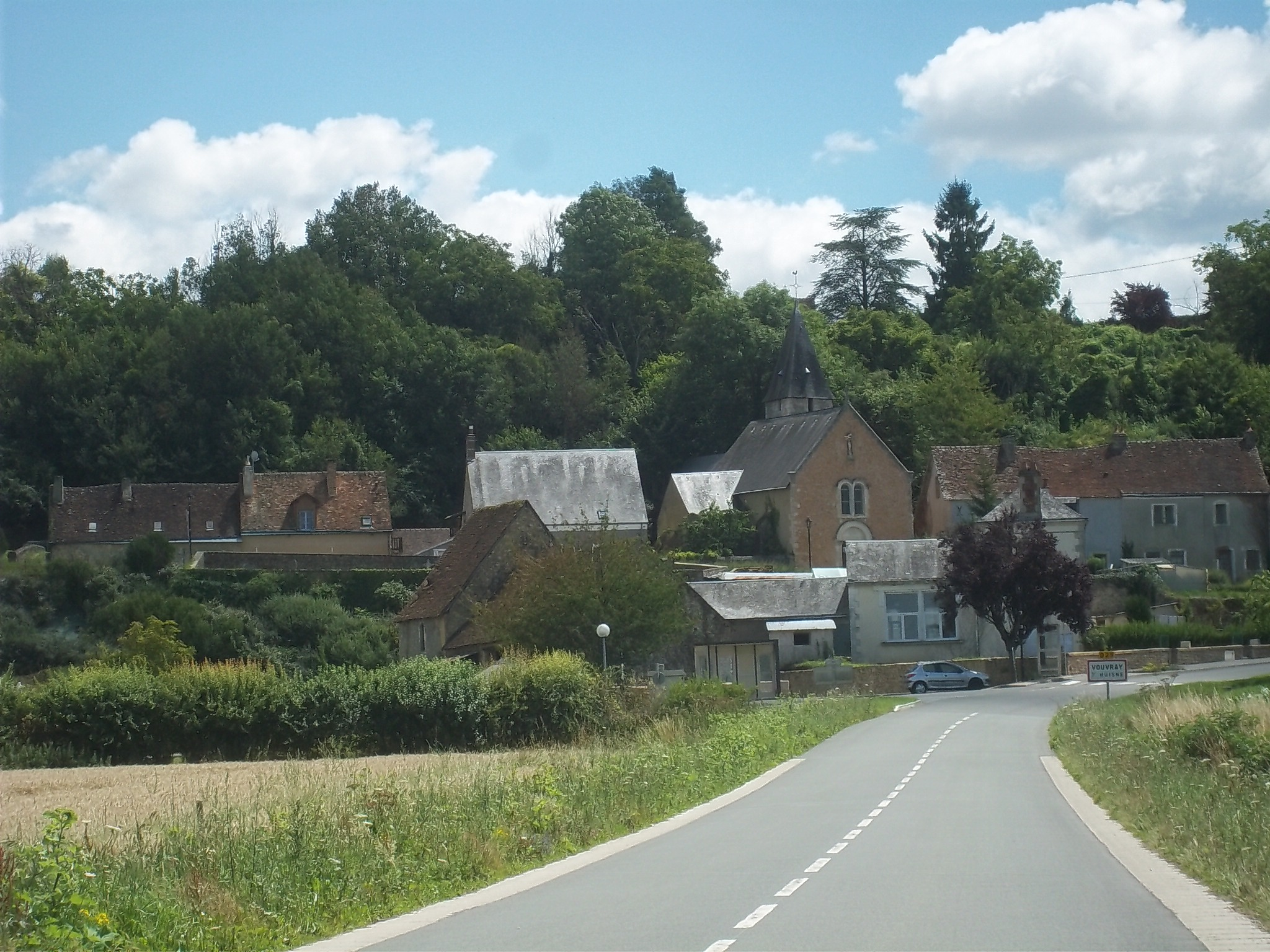
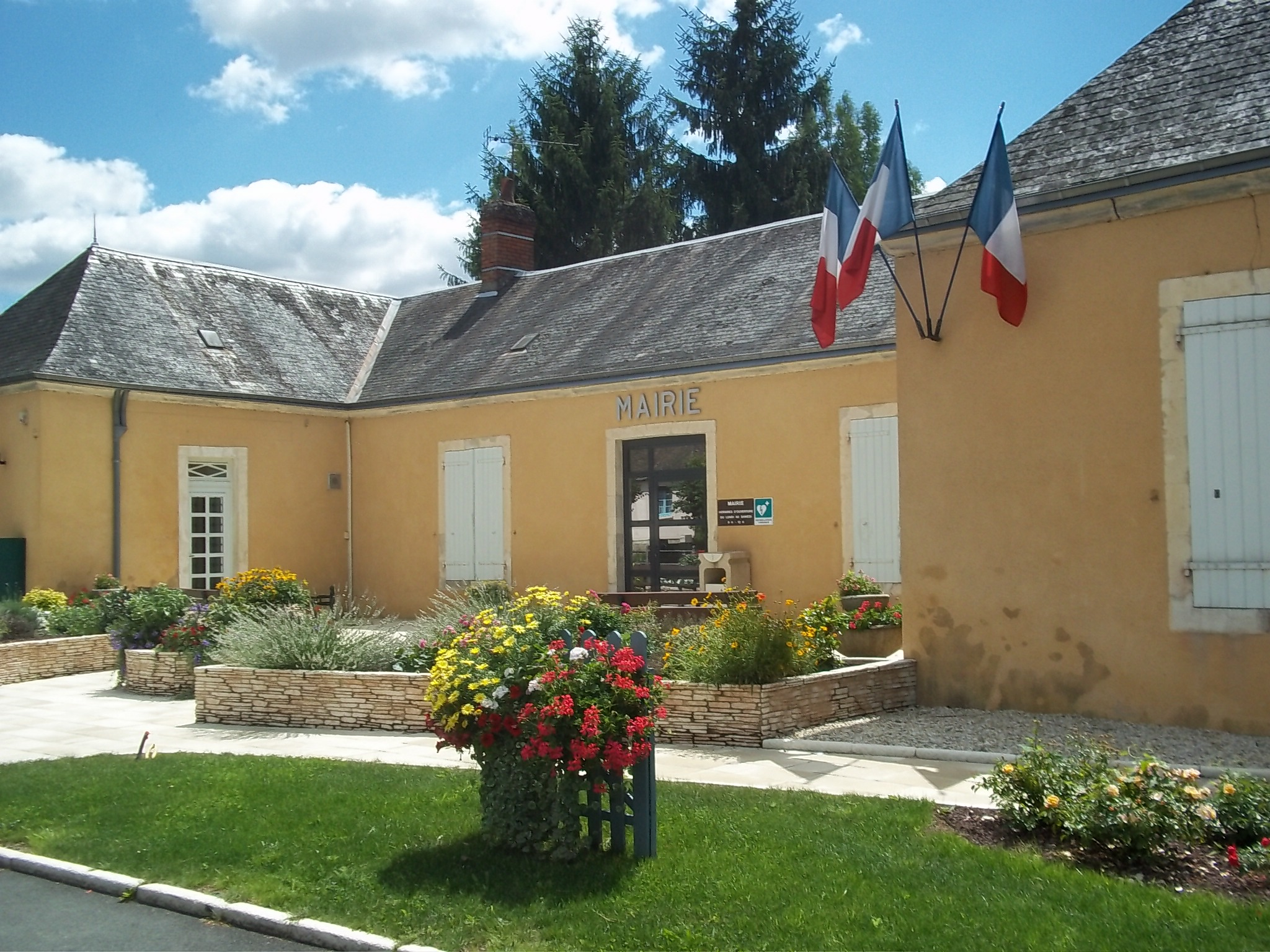